# Osakis (Minnesota)
Osakis – miasto w Stanach Zjednoczonych, w stanie Minnesota, w hrabstwie Douglas.